# Terrisseres trashumants de Fuerteventura

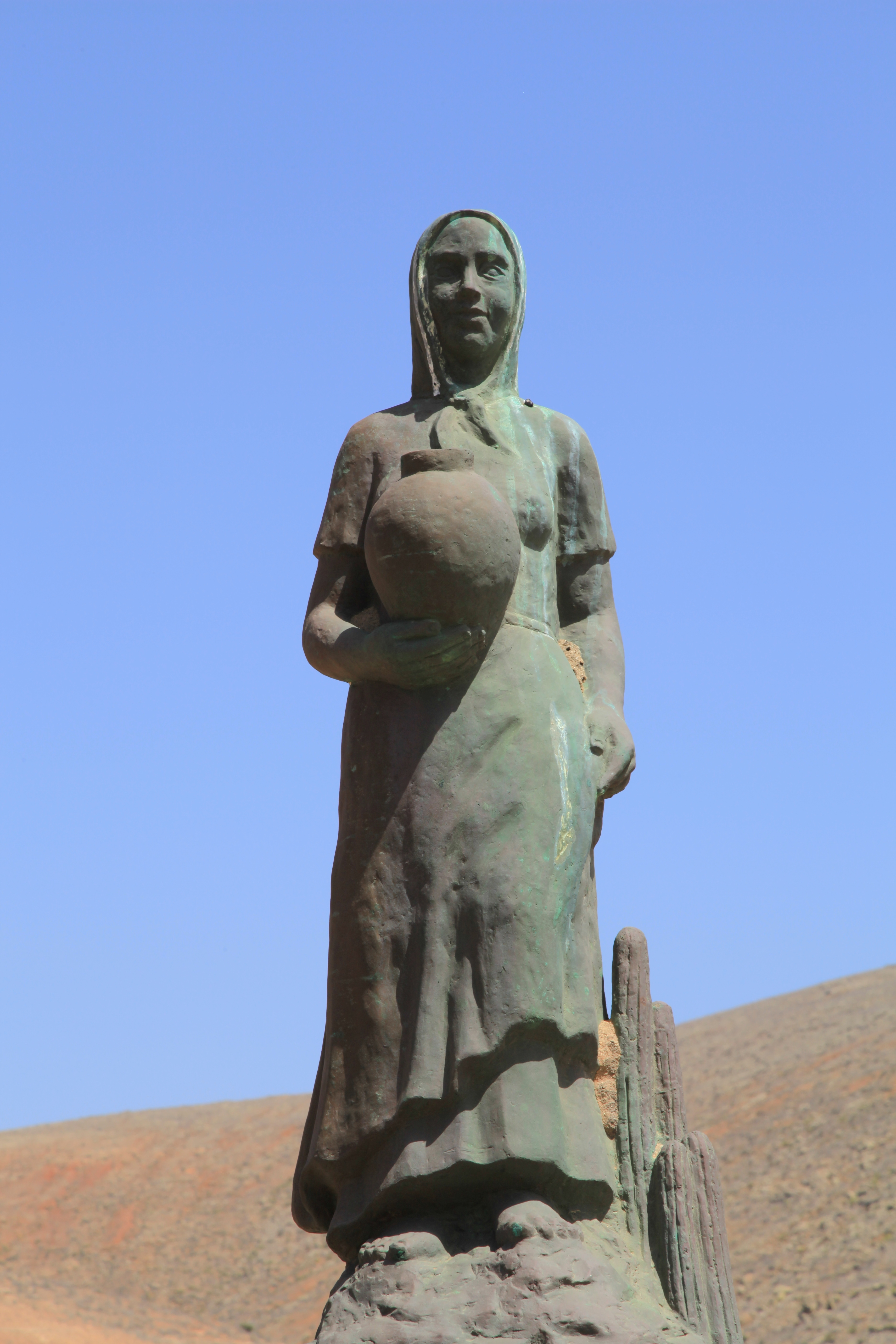
Monument a la terrissera a Betancuria

Les terrisseres transhumants de Fuerteventura són les dones que es dedicaven a la terrissa, conegudes com a loceras, transportaven els seus estris d'un poble a un altre d'aquesta illa, i fabricaven les peces per encàrrec directe allí on es trobaren.

## Història
A Canàries, quasi tots els focus terrissaires es formaren per reunió de diferents famílies, moltes voltes emparentades entre si, que s'assentaven en un barri amb més o menys tradició terrissaire, per cobrir així les necessitats de l'entorn. A Fuerteventura i La Palma, potser per ser més petits els poblats i majors les distàncies entre si, hi hagué durant segles un fenomen paral·lel al pasturatge: les terrisseres transhumants.
Per la delicadesa de la mercaderia i l'escassetat de mitjans de transport (el manteniment del qual, d'altra banda, no s'hagueren pogut permetre aquestes humils artesanes), les terrisseres es desplaçaven d'un mas al següent, armant les barreres en cada parada i creant les peces per encàrrec directe.

## Terrisseres del s. XX
Entre les mestres transhumants del s. XX, a l'illa de Fuerteventura i a la zona de Vall de Santa Inés (del municipi de Betancuria), ha quedat notícia de la família Brito: Salomé Brito (degana de l'illa) i Eloísa Brito, morta a Tenerife el 1981; Josefa Acosta Rodríguez ("Fefita"), nora de Salomé; i a la veïna Tindaya, Juana María Montelongo Reyes, alumna i família de "Fefita".

## Procés de treball
Allà on es trobe, la terrissera extrau a pic la terra i la barreja amb arena volcànica; després de purificar-la i pastar el fang amb les mans, se li dona forma (ordissatge), allisant després la peça, brunyint-la i aplicant-li després la mangra. Es rosteix a l'aire lliure al camp, sobre pedres, amb llenya de palma, figuera o qualsevol arbre sec (la cocció dura el que tarde a cremar-se la càrrega de llenya); a la mitja hora de consumir-se el foc, ja es poden traure les peces de la torradora (de 20 a 30 peces per cocció: tofios per a munyiment, olles, brasers, tasses, forns, gibrells per pastar i gerros, entre altres).